# بشكيم فينو
بشكيم فينو (12 أكتوبر 1962 - 29 مارس 2021) سياسي اشتراكي ألباني شغل منصب رئيس وزراء ألبانيا التاسع والعشرين.

## السيرة الشخصية
درس فينو الاقتصاد في تيرانا والولايات المتحدة. بعد ذلك عمل كخبير اقتصادي في غيروكاستر، وفي عام 1992 أصبح عمدة المدينة. كان متزوجا ولديه طفلان.
في 11 مارس 1997 عين رئيس الحزب الديمقراطي صالح بريشا فينو عضو الحزب الاشتراكي المعارض في ألبانيا رئيسًا للوزراء من أجل قيادة حكومة وحدة وطنية. جاء ذلك بعد اندلاع تمرد بسبب انهيار عدة مخططات هرمية أدت إلى فقدان الحكومة السيطرة على جزء كبير من البلاد. كان فينو رئيسًا للوزراء خلال انتخابات عام 1997 حيث فاز حزبه الاشتراكي بأغلبية كبيرة قبل تنحيه وخلفه زعيم حزبه فاتوس نانو.
اعتبارًا من عام 2014 كان فينو عضوًا في البرلمان يمثل دائرة انتخابية في منطقة ثد كورتشي. كان فينو محاضرًا في الأكاديمية السياسية للحزب الاشتراكي الألباني.
كان فينو من أشد المعجبين بفريق كرة القدم الإيطالي إنتر ميلان. في يناير 2018 أعلن عن نيته الترشح لمنصب رئيس الاتحاد الألباني لكرة القدم، متحديًا أرماند دوكا الرئيس الحالي في آخر 16 عامًا. الانتخابات التي أجريت في 7 فبراير 2018 خسرها فينو، على الرغم من أنه ادعى أن عملية التصويت كانت غير منتظمة وأنه سوف يستأنف أمام الاتحاد الأوروبي لكرة القدم والفيفا.
توفي فينو في 29 مارس 2021 من كوفيد 19 عن عمر يناهز 58 عامًا.